# Payment on Demand
Payment on Demand (en España y Argentina conocida como La egoísta) es una película dramática estadounidense de 1951 dirigida por Curtis Bernhardt y protagonizada por Bette Davis y Barry Sullivan. El guion de Bernhardt y Bruce Manning narra un matrimonio desde sus inicios idílicos hasta su disolución.

## Sinopsis
Joyce Ramsey (Bette Davis), una socialite de San Francisco está preocupada por las relaciones entre su hija Martha (Betty Lynn) y el desenfadado Phil Polanski (Brett King), todavía estudiante en la universidad y procedente de un nivel social más bajo. Joyce está acostumbrada a organizar a todos los que la rodea para mantener su posición social. Su marido, David (Barry Sullivan), infeliz después de años casados, le pide el divorcio y le insiste en que reflexione sobre su matrimonio para entenderlo.
Joyce solo queda satisfecha con un buen acuerdo económico, en el que se queda prácticamente con todo. La boda de Martha y Phil es un re-encuentro que puede conducir a una reconciliación.

## Reparto
- Bette Davis como Joyce Ramsey
- Barry Sullivan como David Ramsey
- Jane Cowl como Emily Hedges
- Kent Taylor como Robert Townsend
- Betty Lynn como Martha Ramsey
- John Sutton como Anthony Tunliffe
- Frances Dee como Eileen Benson
- Peggie Castle como Diana Ramsey
- Otto Kruger como Ted Prescott
- Walter Sande como Swanson
- Brett King como Phil Polanski
- Richard Anderson como Jim Boland
- Natalie Schafer como Edna Blanton
- Katherine Emery como Sr. Gates
- Lisa Golm como Molly
- Harry Tenbrook como un conductor de taxi (no acreditado)

## Recepción crítica
En su reseña en The New York Times , Bosley Crowther dijo: "Miss Davis actúa de manera más capaz, logrando una apariencia superficial de grosería femenina que podría ser casi real. Del mismo modo, el entorno delicioso en el que RKO ha arreglado para que ella actúe tiene, en al menos, las seductoras insinuaciones de riqueza y gusto ilimitados. Pero, desafortunadamente, el guión de Bruce Manning y Curtis Bernhardt incluye todo menos una demostración simple y convincente de las razones por las que un matrimonio no ha hecho clic... este drama doméstico, que el Sr. Bernhardt ha puesto en escena, es enteramente un vehículo para que Miss Davis tire con un firme agarre teatral a través de la pantalla".